# 富岡郵便局
富岡郵便局（とみおかゆうびんきょく）
- 群馬県富岡市にある郵便局。本記事にて記述する。
- 福島県双葉郡富岡町にある郵便局。局番号は82020。
- 静岡県磐田市にある郵便局。局番号は23245。
- 熊本県天草郡苓北町にある郵便局。局番号は71031。

富岡簡易郵便局（とみおかかんいゆうびんきょく）
- 岐阜県関市にある簡易郵便局。局番号は24807。

富岡郵便局（とみおかゆうびんきょく）は群馬県富岡市にある郵便局。民営化前の分類では集配普通郵便局であった。

## 概要
住所：〒370-2399 群馬県富岡市富岡1022

## 沿革
- 1872年（明治5年） - 富岡郵便取扱所として開設[1]。
- 1873年（明治6年）2月9日 - 富岡郵便仮役所となる。
- 1875年（明治8年）1月1日 - 富岡郵便局（四等）となる。同年10月より、為替取扱を開始。
- 1879年（明治12年）6月 - 貯金取扱を開始。
- 1889年（明治22年）10月21日 - 富岡郵便電信局となる。
- 1903年（明治36年）4月1日 - 通信官署官制の施行に伴い富岡郵便局となる。
- 1949年（昭和24年）3月26日 - 特定郵便局から普通郵便局に局種別改定[2]。
- 1953年（昭和28年）9月1日 - 黒岩簡易郵便局の廃止に伴い、取扱事務を承継[3]。
- 1956年（昭和31年）11月1日 - 電話通話および和文電報受付事務の取扱を開始。
- 1963年（昭和38年）9月 - 局舎新築落成。
- 2000年（平成12年）8月14日 - 外国通貨の両替および旅行小切手の売買に関する業務取扱を開始。
- 2007年（平成19年）10月1日 - 民営化に伴い、併設された郵便事業富岡支店に一部業務を移管。
- 2012年（平成24年）10月1日 - 日本郵便株式会社発足に伴い、郵便事業富岡支店を富岡郵便局に統合。

## 取扱内容
- 郵便、印紙、ゆうパック、内容証明
- 貯金、為替、振替、振込、国際送金、国債、投資信託
- 生命保険、バイク自賠責保険、自動車保険
- ゆうちょ銀行ATM
- 「370-23xx」区域（富岡市の一部）の集配業務
- ゆうゆう窓口

## 風景印
- 表記は『富岡』
- 図案は『妙義山』・『製糸工場』・『繭と繭糸』
- 使用開始日は1951年（昭和26年）3月26日

## 周辺
- 旧富岡製糸場
- 富岡警察署
- 群馬県立富岡東高等学校
- 国道254号
- 鏑川

## アクセス
- 上信電鉄上信線 上州富岡駅から徒歩約10分
- 上信ハイヤー（乗合タクシー） 富岡郵便局停留所下車
- 上信越自動車道 富岡ICから北へ約1.5km
- 駐車場あり：10台